# Gnamptogenys alfaroi
Gnamptogenys alfaroi  (лат.) — вид примитивных тропических муравьёв рода Gnamptogenys трибы Ectatommini подсемейства Ectatomminae.

## Распространение
Встречаются в джунглях Центральной и Южной Америки (Коста-Рика, Никарагуа, Эквадор, Колумбия).

## Описание
Длина тела около 5 мм. От близких видов отличается прямоугольной головой, поперечными бороздками на проподеуме, гладкими мандибулами и округлённой (на латеральном виде) вершиной узелка петиоля; метанотальный шов развит (включён в состав видовой группы Gnamptogenys mordax species group). Тело чёрное (ноги и усики светлее). Стебелёк между грудкой и брюшком состоит из одного узловидного членика (петиоль). Голову и всё тело покрывают глубокие бороздки. Усики 12-члениковые. Глаза большие выпуклые. Челюсти субтреугольные с плоским базальным краем.